# Carl Friedrich von Siemens

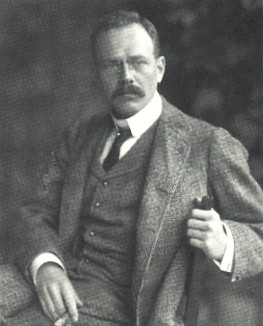
Carl Friedrich von Siemens (1916) op een foto van Jacob Hilsdorf

Carl Friedrich von Siemens (Berlin-Charlottenburg, 8 september 1872 – Heinenhof (nabij Potsdam), 9 juli 1941) was een Duits industrieel en politicus.
Carl Friedrich von Siemens was de derde en jongste zoon van Werner von Siemens (1816-1892) en diens tweede echtgenote Antonie Siemens (1840-1900). Vanaf 1899 was hij werkzaam bij de firma Siemens & Halske AG. Van 1901 tot 1908 leidde hij de sterkstroomafdeling van Siemens Brothers & Co in Londen. Vanaf 1912 werkte hij als voorzitter bij de raad van toezicht bij Siemens & Halske en bij Siemens-Schuckertwerke. Na het overlijden van zijn broers Arnold in 1918 en Wilhelm in 1919 kwam Carl Friedrich alleen aan het hoofd te staan van de onderneming. Hij moest de zware taak op zich nemen het bedrijf te leiden na de Eerste Wereldoorlog in de periode van de Weimarrepubliek en het Nationaalsocialisme.
Overhaast en zonder dat zijn ouders het wisten trouwde hij in 1895 in Londen, een huwelijk dat op weinig begrip in de familie kon steunen. Het huwelijk werd in 1897 ontbonden, nadat zijn vrouw was ontmaskerd als oplichtster. Zijn tweede huwelijk was in 1898 in Berlijn met Auguste (Tutty) Bötzow (1878-1935), de dochter van grootgrondbezitter en brouwerijeigenaar Julius Bötzow en Elisabeth Henze. Uit dit huwelijk, dat in 1923 eindigde in een scheiding, werden de kinderen Ernst en Ursula geboren. In 1929 trad hij voor de derde maal in het huwelijk, ditmaal met Margarete (Gretel) Heck (1890-1977), de dochter van hoogleraar zoölogie Ludwig Heck en Margarethe Nauwerk.
Van 1920 tot 1924 was hij volksvertegenwoordiger in de Rijksdag voor de Deutsche Demokratische Partei. In 1923 en 1924 was hij achtereenvolgens president van de Reichswirtschaftsrates (rijkswetenschapsraad) en Verwaltungsrats der Deutsche Reichsbahngesellschaft (bestuursraad van de Duitse rijksspoorwegen). Verder was hij van 1926 tot aan zijn overlijden senator van het Kaiser-Wilhelm-Gesellschaft en leidde hij in 1927 de Duitse afvaardiging op de wereldwetenschapsconferentie in Genève.